# نبرد عنیزه (۱۹۰۴)
نبرد عنیزه (عربی: معرکة عنیزة) در اوایل جنگ‌های سعودی-رشیدی صورت گرفت. عبدالعزیز در مارس ۱۹۰۴ میلادی شهر عنیزه را اشغال کرد، در حالی که تنها دو نفر کشته داد، اما ۳۷۰ نفر را کشت.